# Blase Cupich
Blase Joseph Cupich (ur. 19 marca 1949 w Omaha, Nebraska) – amerykański duchowny rzymskokatolicki, doktor nauk teologicznych, biskup diecezjalny Rapid City w latach 1998–2010, biskup diecezjalny Spokane w latach 2010–2014, arcybiskup metropolita Chicago od 2014, kardynał prezbiter od 2016.

## Życiorys
Pochodzi z archidiecezji Omaha, gdzie 16 sierpnia 1975 roku przyjął święcenia kapłańskie. Ukończył studia na Uniwersytecie Gregoriańskim w Rzymie, a także na Katolickim Uniwersytecie Ameryki w Waszyngtonie. Pracował duszpastersko w rodzinnej archidiecezji, a następnie w latach 1981–1987 jako sekretarz nuncjatury w Waszyngtonie. Później objął stanowisko rektora w Kolegium Josephinum w Columbus w Ohio (lata 1989–1996). Od 1997 proboszcz jednej z parafii w Omaha.
6 lipca 1998 otrzymał nominację na biskupa Rapid City w Dakocie Południowej. Sakry udzielił mu abp Harry Flynn, ówczesny metropolita St. Paul i Minneapolis. 30 czerwca 2010 mianowany biskupem Spokane w stanie Waszyngton. W Konferencji Biskupów Amerykańskich zasiada m.in. w Komitecie ds. Ochrony Dzieci i Młodzieży.
20 września 2014 papież Franciszek mianował go arcybiskupem metropolitą Chicago. Ingres odbył się 18 listopada 2014.
9 października 2016 ogłoszono jego nominację kardynalską. Kreowany kardynałem prezbiterem San Bartolomeo all’Isola 19 listopada 2016. W styczniu 2021 kardynał ostro skrytykował oświadczenie Episkopatu USA potępiające aborcję i popierającego ją prezydenta USA Joego Bidena. Brał udział w konklawe 2025, które wybrało papieża Leona XIV.